# 張和 (正統進士)
張和（1412年—1464年），字節之，號篠菴，直隸蘇州府崑山縣人，明朝政治人物。正統己未傳臚，官至浙江副使。

## 生平
正統三年（1438年）戊午科應天府鄉試第七十六名，正統四年（1439年）聯捷己未科會試第八十一名，殿試登進士第二甲第一名，官至浙江提學副使。

## 事跡
張和有一目失明，曾贊千眼觀音道：「汝有千目，眾皆了了。我有雙目，一明一眇。多者忒多，少者忒少。」。

## 詩作
有《篠菴集》。
天順間，張節之官浙江副使時，愛妾新亡，因作悼詩：
桃葉歌殘思不勝，西風吹淚結紅冰。
樂天老去風流減，子野歸來感慨增。
花逐水流春不管，雨隨雲散事難憑。
夜來書館寒威重，誰送薰香半臂綾。

## 家族
曾祖父張道昇。祖父張文裕。父亲張用禮。